# Spilosoma hilaris
Spilosoma hilaris là một loài bướm đêm thuộc phân họ Arctiinae, họ Erebidae.